# Synsphyronus greensladeae
Synsphyronus greensladeae är en spindeldjursart som beskrevs av Harvey 1987. Synsphyronus greensladeae ingår i släktet Synsphyronus och familjen gammelekklokrypare. Inga underarter finns listade i Catalogue of Life.